# Siemikowce
Siemikowce (ukr. Семиківці, Semykiwci) – wieś  w rejonie tarnopolskim obwodu tarnopolskiego.

## Historia
W 1565 wieś «trzymał» Roman Karabczewski herbu Ostoja.
założona w 1675 r. W II Rzeczypospolitej miejscowość była siedzibą gminy wiejskiej Siemikowce w powiecie podhajeckim województwa tarnopolskiego. 
W latach 1939–1947 nacjonaliści ukraińscy z OUN-UPA zamordowali tutaj 13 Polaków. W 1947 r. w Bieszczadach 2 innych mieszkańców Siemikowiec, służących w Wojskiu Polskim.
Wieś liczy 241 mieszkańców.
Do 2020 w rejonie trembowelskim.